# Unione Sportiva Alexandria Calcio 1912
Maillots
Dernière mise à jour : 25 décembre 2024.
L'Unione Sportiva Alessandria Calcio 1912, abrégée en US Alexandrie ou plus communément Alessandria est un club italien de football fondé en 1912 et basé à Alexandrie dans la province du même nom, au Piémont.

## Historique

Ancien logo (2024-2025)

| \| Alexandrie (Italie) \| Emplacement de Alexandrie, en Italie. |
| Alexandrie (Italie)                                             |

Fondée en 1912, l'US Alessandria passe 13 saisons en Serie A entre 1929 et 1960, et 21 en Serie B (la dernière fois en 1975). Il atteint également la finale de la Coupe d'Italie en 1936. L'âge d'or de l'équipe se situe entre la Première Guerre mondiale et la Seconde Guerre mondiale, quand il forme, avec Novara, Pro Vercelli et Casale, une partie du redouté Quadrilatero Piemontese («le Carré piémontais»), qui forme de grands joueurs et gagne un nombre important de trophées au début du XXe siècle.
L'un des joueurs les plus célèbres à avoir jamais porté le maillot gris caractéristique de l'équipe est Gianni Rivera, lauréat du Ballon d'or 1969. Les champions du monde Luigi Bertolini, Felice Borel, Giovanni Ferrari et Pietro Rava jouent pour Alessandria, sans compter d'autres joueurs de talent tels Carlo Carcano et Adolfo Baloncieri.
Jusqu'en 1967, le club évolue en deuxième division, puis descend en Serie C pour atteindre la Serie D en 2003. Il s'ensuit la faillite du club. Le nouveau club se nomme Unione Sportiva Alessandria Calcio 1912 et démarre en cinquième division, à la fin de la première saison le club monte en Serie D. En 2008 en terminant à la première place, il remonte en Lega Pro Prima Divisione (D3), l'équipe quitte finalement une période de difficultés financières et marqué par une faillite en 2003.
Le 18 janvier 2016, l'US Alessandrie se qualifie pour une demi finale de Coppa Italia, ce que dans les trente dernières années aucun club de troisième division n'a réussit à faire.
Après sa refondation en 2024, le club participe à la Promozione, soit le sixième niveau du football italien.

## Palmarès et résultats

### Palmarès
| Compétitions nationales | Compétitions régionales                             |
| - Serie B (D2) : - Champion (1) : 1946. - Vice-champion (1) : 1957. - Serie C (D3) : - Champion (1) : 1974. - Vice-champion (1) : 1953. - Serie C2 (D4) : - Champion (1) : 1991. - Vice-champion (3) : 1981, 1989 et 2000. - Serie D (D5) : - Champion (1) : 2008. | - Eccellenza Piemonte (D6) : - Champion (1) : 2005. |

### Records individuels
|   | Nom             | Matches | Dates                |
| - | --------------- | ------- | -------------------- |
| 1 | Antonio Colombo | 408     | 1968-1983            |
| 2 | Renato Cattaneo | 305     | 1922-1935, 1938-1939 |
| 3 | Mario Pietruzzi | 270     | 1938-1953            |
| 4 | Edoardo Avalle  | 262     | 1923-1934            |
| 5 | Luigi Vitto     | 244     | 1938-1946, 1949-1954 |

|   | Nom               | Buts | Dates                           |
| - | ----------------- | ---- | ------------------------------- |
| 1 | Renato Cattaneo   | 143  | 1922-1935, 1938-1939            |
| 2 | Elvio Banchero    | 80   | 1921-1924, 1925-1929, 1936-1937 |
| 3 | Adolfo Baloncieri | 71   | 1914-1925, 1944                 |
| 4 | Giovanni Ferrari  | 60   | 1923-1925, 1926-1930            |
| 5 | Fabio Artico      | 58   | 2007-2012                       |

## Identité du club

### Logo
L'emblème de l'US Alexandrie a été conçu par l'artiste Lorenzo Carra en 1920. Il est en général d'allure circulaire (parfois en forme de bouclier polonais lors des matches à l'extérieur). La plupart du temps le fond est divisé en deux parties: l'une, à gauche est grise, tandis que la seconde, à droite, est blanche. Les éléments qui constituent ce blason sont pour le côté droit une croix rouge, et du côté gauche monogramme formé par les lettres U, S et A entrelacées (pour Unione Sportiva Alessandria). Ce dernier élément, par sa forme, rappelle l'un des monuments symboliques d'Alexandrie, qui est l'Arc de triomphe de la Piazza Giacomo Matteotti datant du XVIIIe siècle.
En 2013, le mensuel sportif italien Il Guerin Sportivo l'a placé à la 26e place de son top 100 des meilleurs logos de football au monde. 
Le groupe de supporters "Ultras Grigi" d’Alessandria possède une amitié avec les supporters du Sporting Toulon, en particulier l'ancien groupe des Irréductibles 1993 (IRD93). 
La Brigata Spinello de Alessandria maintient cette amitié avec les groupes toulonnais Old Clan et Du Passé Je Suis Amoureux.

### Changements de nom
- 1912-1920 : Alessandria Foot-Ball Club
- 1920-1975 : Alessandria Unione Sportiva
- 1975-2003 : Unione Sportiva Alessandria Calcio
- 2003-2024 : Unione Sportiva Alessandria Calcio 1912
- 2024-2025 : Forza e Coraggio Alessandria
- 2025- : Unione Sportiva Alessandria Calcio 1912

## Stade

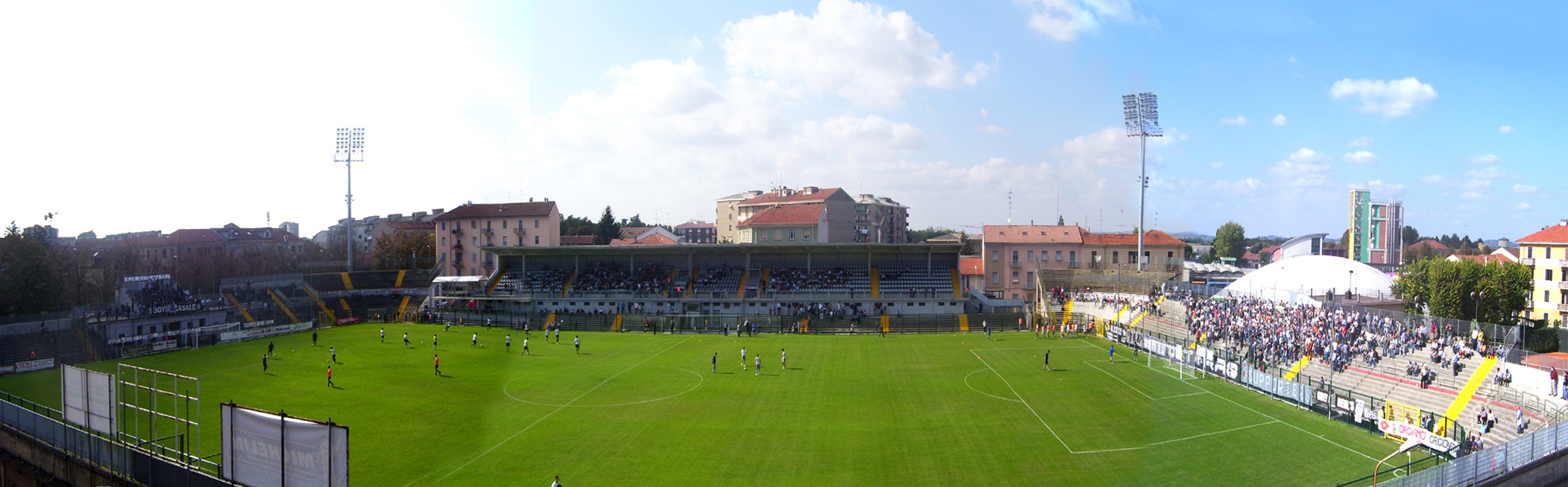
"Stadio Giuseppe Moccagatta".

Le "Stadio Giuseppe Moccagatta" a été construit en 1929 et a une capacité de 6000 spectateurs. Le stade est doté d'une pelouse naturelle de 105 x 68,4 mètres. Dans le passé le stade pouvait contenir jusqu'à 25000 spectateurs.

## Joueurs et personnalités du club

### Présidents
Le tableau suivant présente la liste des présidents du club depuis 1912.
| Rang | Nom             | Période   |
| ---- | --------------- | --------- |
| 1    | Alfredo Ratti   | 1912-1913 |
| 2    | Giuseppe Brezzi | 1913-1920 |
| 3    | Camillo Borasio | 1920-1922 |
| 4    | Luciano Oliva   | 1922-1925 |
| 5    | Giovanni Ronza  | 1925-1927 |
| 6    | Aldo Marchese   | 1927-1928 |
| 7    | Ladislao Rocca  | 1928-1932 |
| 8    | Carlo Uggè      | 1932      |
| 9    | Carlo Poggio    | 1932-1933 |
| 10   | Umberto Pugno   | 1933-1934 |
| 11   | Otello Finzi    | 1934-1937 |
| 12   | Luigi Riccardi  | 1937-1938 |
| 13   | Primo Polenghi  | 1938-1940 |

| Rang | Nom                 | Période   |
| ---- | ------------------- | --------- |
| 14   | Filippo Moccagatta  | 1940-1943 |
| 15   | Pietro Mignone      | 1943-1944 |
| 16   | Giuseppe Benzi      | 1944-1946 |
| 17   | Giuseppe Moccagatta | 1946      |
| 18   | Mario Moccagatta    | 1946-1953 |
| 19   | Adelio Taverna      | 1953-1954 |
| 20   | Comité de régence   | 1954-1955 |
| 21   | Silvio Sacco        | 1955-1960 |
| 22   | Amedeo Ruggiero     | 1960-1964 |
| 23   | Piero Melchionni    | 1964-1965 |
| 24   | Gino Testa          | 1965-1967 |
| 25   | Bruno Montini       | 1967-1968 |
| 26   | Remo Sacco          | 1968-1973 |

| Rang | Nom                  | Période   |
| ---- | -------------------- | --------- |
| 27   | Paolo Sacco          | 1973-1974 |
| 28   | Paolo Giovanni Boidi | 1974-1975 |
| 29   | Paolo Sacco          | 1975-1976 |
| 30   | Pier Ugo Melandri    | 1976-1977 |
| 31   | Bruno Cavallo        | 1977-1980 |
| 32   | Adelio Taverna       | 1980-1981 |
| 33   | Nando Cerafogli      | 1981-1983 |
| 34   | Gianmarco Calleri    | 1983-1985 |
| 35   | Massimo Silei        | 1985-1986 |
| 36   | Marco Bertoneri      | 1986-1987 |
| 37   | Gino Amisano         | 1987-1991 |
| 38   | Edoardo Vitale Cesa  | 1991-1994 |
| 39   | Franco Gatti         | 1994      |

| Rang | Nom                   | Période   |
| ---- | --------------------- | --------- |
| 40   | Gino Amisano          | 1994-2001 |
| 41   | Roberto Spinelli      | 2001      |
| 42   | Antonio Boiardi       | 2001-2003 |
| 43   | Francesco Sangiovanni | 2004-2005 |
| 44   | Gianni Bianchi        | 2005-2010 |
| 45   | Giorgio Veltroni      | 2010-2011 |
| 46   | Gionata Cella         | 2011      |
| 47   | Paola Debernardi      | 2011-2012 |
| 48   | Maurizio Pavignano    | 2012      |
| 49   | Luca Di Masi          | 2013-2023 |
| 50   | Enea Benedetto        | 2023      |
| 51   | Andrea Molinaro       | 2023-2024 |

### Entraîneurs
Le tableau suivant présente la liste des entraîneurs du club depuis 1970.
| Rang | Nom                                | Période   |
| ---- | ---------------------------------- | --------- |
| 1    | Amilcare Savojardo                 | 1912-1913 |
| 2    | George Arthur Smith                | 1913-1915 |
| 3    | Carlo Carcano                      | 1919-1920 |
| 4    | Percy Humphreys                    | 1920-1922 |
| 5    | Carlo Carcano                      | 1922-1923 |
| 6    | Béla Révész                        | 1923-1924 |
| 7    | Gonda                              | 1924-1925 |
| 8    | Árpád Weisz & Augusto Rangone      | 1925-1926 |
| 9    | Carlo Carcano                      | 1926-1930 |
| 10   | Béla Révész                        | 1930-1931 |
| 11   | Karl Stürmer                       | 1931-1932 |
| 12   | Ferenc Molnár                      | 1932-1933 |
| 13   | Heinrich Bachmann                  | 1933      |
| 14   | Franz Hänsel                       | 1933-1934 |
| 15   | Otto Krappan                       | 1934-1935 |
| 16   | Rudolf Soutschek                   | 1935-1936 |
| 17   | Karl Stürmer                       | 1936-1937 |
| 18   | Elvio Banchero & Ottavio Piccinini | 1937      |
| 19   | Rudolf Soutschek                   | 1937-1938 |
| 20   | Renato Cattaneo                    | 1938-1939 |
| 21   | Vittorio Faroppa                   | 1939-1940 |
| 22   | Otto Krappan                       | 1940-1941 |
| 23   | Pasquale Parodi                    | 1941-1942 |
| 24   | Adolfo Baloncieri                  | 1942-1944 |
| 25   | Umberto Dadone                     | 1944-1945 |
| 26   | Renato Cattaneo & Mario Sperone    | 1945-1946 |
| 27   | Giovanni Rebuffo                   | 1946      |
| 28   | Felice Borel & Amilcare Savojardo  | 1946      |
| 29   | Umberto Dadone                     | 1946      |
| 30   | Lajos Kovács                       | 1946-1948 |

| Rang | Nom                               | Période   |
| ---- | --------------------------------- | --------- |
| 31   | Bert Flatley                      | 1948-1949 |
| 32   | Bert Flatley & Carlo Carcano      | 1949-1950 |
| 33   | Tony Cargnelli                    | 1950-1951 |
| 34   | Giacomo Neri                      | 1951-1954 |
| 35   | Nereo Marini                      | 1954-1955 |
| 36   | Luciano Robotti                   | 1955      |
| 37   | Pietro Scamuzzi                   | 1955-1956 |
| 38   | Mario Sperone                     | 1956-1957 |
| 39   | Luciano Robotti                   | 1957-1960 |
| 40   | Camillo Achilli & Angelo Franzosi | 1960-1961 |
| 41   | Pietro Rava                       | 1961-1963 |
| 42   | Angelo Franzosi                   | 1963-1964 |
| 43   | Luigi Vitto                       | 1964      |
| 44   | Anselmo Giorcelli                 | 1964-1965 |
| 45   | Aristide Coscia                   | 1965      |
| 46   | Federico Allasio                  | 1965      |
| 47   | Gino Armano & Aristide Coscia     | 1965-1966 |
| 48   | László Székely                    | 1966      |
| 49   | Ettore Puricelli                  | 1966      |
| 50   | Giulio Cappelli                   | 1966-1967 |
| 51   | László Székely                    | 1967      |
| 52   | Mario Pietruzzi                   | 1967-1969 |
| 53   | Sergio Manente                    | 1969-1971 |
| 54   | Mario David                       | 1971-1972 |
| 55   | Mario Pietruzzi                   | 1972      |
| 56   | Giuseppe Marchioro                | 1972-1973 |
| 57   | Dino Ballacci                     | 1973-1974 |
| 58   | Mario Pietruzzi                   | 1974      |
| 59   | Sergio Castelletti                | 1974-1975 |
| 60   | Anselmo Giorcelli                 | 1975      |

| Rang | Nom               | Période   |
| ---- | ----------------- | --------- |
| 61   | Giacomo Losi      | 1975      |
| 62   | Franco Viviani    | 1975-1977 |
| 63   | Mario Trebbi      | 1977-1978 |
| 64   | Romano Mattè      | 1978      |
| 65   | Guido Capello     | 1978-1979 |
| 66   | Eugenio Fantini   | 1979      |
| 67   | Ermanno Tarabbia  | 1979-1980 |
| 68   | Raffaele Cuscela  | 1980      |
| 69   | Dino Ballacci     | 1980-1982 |
| 70   | Gian Piero Ghio   | 1982-1983 |
| 71   | Amilcare Ferretti | 1983      |
| 72   | Natalino Fossati  | 1983-1984 |
| 73   | Antonio Colombo   | 1984      |
| 74   | Alberto Mari      | 1984-1985 |
| 75   | Carlo Tagnin      | 1985-1986 |
| 76   | Amilcare Ferretti | 1986-1987 |
| 77   | Antonio Colombo   | 1987      |
| 78   | Adelmo Capelli    | 1987      |
| 79   | Dino Ballacci     | 1987-1988 |
| 80   | Renzo Melani      | 1988-1990 |
| 81   | Antonio Colombo   | 1990      |
| 82   | Giuseppe Sabadini | 1990-1992 |
| 83   | Enzo Riccomini    | 1992      |
| 84   | Giuseppe Sabadini | 1992      |
| 85   | Ferruccio Mazzola | 1992-1993 |
| 86   | Giorgio Roselli   | 1993-1994 |
| 87   | Gianfranco Motta  | 1994-1995 |
| 88   | Enzo Ferrari      | 1995-1997 |
| 89   | Giuliano Zoratti  | 1997      |
| 90   | Corrado Orrico    | 1997-1998 |
| 91   | Claudio Maselli   | 1998-2000 |
| 92   | Roberto Pruzzo    | 2000      |

| Rang | Nom                   | Période   |
| ---- | --------------------- | --------- |
| 93   | Sergio Rossetti       | 2000-2001 |
| 94   | Roberto Pruzzo        | 2001      |
| 95   | Oscar Piantoni        | 2001-2002 |
| 96   | Sergio Caligaris      | 2002      |
| 97   | Dino Pagliari         | 2002-2003 |
| 98   | Aurelio Andreazzoli   | 2003      |
| 99   | Carlo Soldo           | 2003      |
| 100  | Riccardo Milani       | 2004-2005 |
| 101  | Enrico Nicolini       | 2005      |
| 102  | Fabrizio Viassi       | 2005-2006 |
| 103  | Mauro Della Bianchina | 2006      |
| 104  | Felice Tufano         | 2006      |
| 105  | Romeo Azzali          | 2006-2007 |
| 106  | Salvatore Jacolino    | 2007-2009 |
| 107  | Luciano Foschi        | 2009      |
| 108  | Francesco Buglio      | 2009-2010 |
| 109  | Maurizio Sarri        | 2010-2011 |
| 110  | Alessio De Petrillo   | 2011      |
| 111  | Giuliano Sonzogni     | 2011-2012 |
| 112  | Giovanni Cusatis      | 2012-2013 |
| 113  | Egidio Notaristefano  | 2013      |
| 114  | Luca D'Angelo         | 2013-2015 |
| 115  | Giuseppe Scienza      | 2015      |
| 116  | Angelo Gregucci       | 2015-2016 |
| 117  | Piero Braglia         | 2016-2017 |
| 118  | Giuseppe Pillon       | 2017      |
| 119  | Cristian Stellini     | 2017      |
| 120  | Michele Marcolini     | 2017-2018 |
| 121  | Gaetano D'Agostino    | 2018-2019 |
| 122  | Alberto Colombo       | 2019      |
| 123  | Cristiano Scazzola    | 2019-2020 |
| 124  | Marco Martini         | 2020      |
| 125  | Angelo Gregucci       | 2020-     |

### Joueurs emblématiques
- Adolfo Baloncieri
- Valerio Bertotto
- Carlo Carcano
- Giovanni Ferrari
- Giuseppe Iachini
- Roberto Murgita
- Gianni Rivera
- Luigi Turci
- Roger Vonlanthen

## Aspects économiques et financiers

### Équipementiers
- 1984-1986:  Ennerre
- 1986-1988:  Puma
- 1988-1990:  Diadora
- 1990-1994:  Kappa
- 1994-1997:  Diadora
- 1997-1998:  Sportika
- 1998-2001:  Erreà
- 2001-2002:  Galex
- 2002-2003:  Lotto
- 2003-2004: faillite
- 2004-2005:  Look
- 2005-2006:  Sportika
- 2006-2008:  Garman
- 2008-2010:  Joma
- 2010-2013:  Macron
- 2013-2017:  Acerbis
- 2017-2020:  Erreà
- 2020-2024:  Adidas

### Sponsors principaux
- 1981-1982:  INA Assitalia
- 1982-1986: aucun sponsor
- 1986-1991:  AGV
- 1991-1993:  ERG
- 1993-2003:  Cassa di Risparmio di Alessandria
- 2003-2004: faillite
- 2004-2005: aucun sponsor
- 2005-2006:  Cassa di Risparmio di Alessandria
- 2006-2007:  Cafè Sol
- 2007-2008:  Costa Croisières
- 2008-2009:  Alegas &  Suisse Gas
- 2009-2010:  Alegas &  Happy Tour
- 2010-2011:  Alegas &  Cassa di Risparmio di Alessandria
- 2011-2012:  GSA
- 2012-2013: aucun sponsor
- 2013-2014:  Azimut Holding (octobre) &  Relais 23 (à partir de janvier 2014)
- 2014-2015:  Relais 23
- 2015-2018:  GLS &  Ascom Alessandria